# Jonathan Gresham
Jonathan Gresham (nacido el 20 de marzo de 1988) es un luchador profesional estadounidense que trabaja en Impact Wrestling.
También ha luchado por Combat Zone Wrestling (CZW), Pro Wrestling Guerrilla (PWG), Westside Xtreme Wrestling (wXw), Chikara, IWA Mid-South, Full Impact Pro (FIP), Ring of Honor (ROH) Total Nonstop Action Wrestling (TNA) y varias promociones independientes.
Gresham ha sido tres veces campeón mundial al ser una vez Campeonato Mundial de ROH, una vez Campeón Mundial Peso Pesado de CZW y una vez Campeón Mundial de Progress. También fue una vez Campeonato Mundial en Parejas de ROH con Jay Lethal (en una ocasión) y una vez Campeón Puro de ROH.

## Carrera

### Circuito independiente (2005-presente)
Gresham entrenó con el Curtis Hughes, Jay Fury y la escuela de lucha WWA4 en Atlanta. Su primera lucha fue en Douglasville, Georgia contra Heath Miller. En ese momento solo tenía 16 años. Gresham hizo su debut en la National Wrestling Alliance en 2006 como Jonathan Davis en una pelea de cuatro equipos por equipos perdiendo ante Darin Childs y Seth Shai. En 2007 derrotó a Amien Rios en Great Championship Wrestling en Alabama. En 2010 Gresham derrotó a AR Fox por GCW.
Gresham debutó en la escuela de Booker T llamado Pro Wrestling Alliance en 2008 como Hero Tiger derrotando a Chaotix. Regresó a la compañía en 2010 derrotando a Ryan Davidson para convertirse en el PWA Iron Man Championship. Una vez más regresó a la compañía (ahora conocida como Reality of Wrestling) en 2014 como Jonathan Gresham. En la primera ronda de la Jeff Peterson Memorial Cup de Full Impact Pro en 2011, Gresham debutó perdiendo ante Bobby Fish. En la Declaración de Independencia, Gresham defendió con éxito su ZERO1 International Junior Heavyweight Championship contra Lince Dorado.
En 2015, Gresham hizo su debut en Evolve perdiendo ante Matt Riddle. En Evolve 65 perdió contra Catch Point. Gresham derrotó a Drastik Boy para ganar el título de Alto Rendimiento de Desastre Total Ultraviolento en Coyotes Hambrientos en 2015. Perdió el campeonato ante Kim Ray en una gira de Westside Xtreme Wrestling.
Gresham debutó para el International Wrestling Cartel en 2016 en el torneo Super Indy 15 llegando a la final solo para ser eliminado por Josh Alexander. En Reloaded 3.0, Gresham ganó un combate en Super Indy 16. Más tarde, Gresham ganó el título IWC Super Indy en junio de 2017 al derrotar a Chris LeRusso en el torneo Super Indy 16 en la semifinal solo para perderlo ante Adam Cole en la final.
Gresham derrotó a Tracy Williams en Beyond Wrestling llamado Battle Of Who Care Care Less. Gresham venció a Zack Sabre Jr. en Beyond Ripped Off In The Prime Of Life. Al mes siguiente derrotó a Sabre una vez más en Flesh. Esto llevó a un partido de dos de cada tres caídas entre los dos más tarde ese mes en Americanrana 2016. Gresham derrotó a Sabre al inmovilizarlo dos veces. En Americana 2017, Gresham derrotó a Brian Cage. Gresham derrotó a Joey Lynch para convertirse en el primer campeón independiente de Powerbomb.tv en octubre de 2017. Defendió con éxito el título en Wazzup contra Nick Gage. Gresham perdió el campeonato Powerbomb.tv ante Tracy Williams en un Elimination Match en Beyond Abbondanza.

### Combat Zone Wrestling (2010-2017)
El debut de Gresham para Combat Zone Wrestling fue en 2010 en CZW Fist Fight. Gresham obtuvo su primera victoria contra Greg Excellent en noviembre de 2010. Gresham ganó Best of the Best 15 después de derrotar a David Starr. En Down With The Sickness 2016, Gresham ganó el Campeonato Mundial Peso Pesado de CZW por primera vez. En Cage of Death 18, Gresham perdió el Campeonato Mundial de Peso Pesado CZW ante Joe Gacy, terminando así su reinado.

### Westside Xtreme Wrestling (2011-2015)
Gresham debutó para Westside Xtreme Wrestling en 2011 ganando contra Bernd Föhr en la primera ronda del Torneo Chase The Mahamla. Llegaría a la semifinal solo para perder ante Shinya Ishikawa. En wXw Payback 5, Gresham junto a Jay Skillet desafió al Sumerian Death Squad (Michael Dante y Tommy End) por el wXw World Tag Team Championship en un esfuerzo perdedor. Gresham y Skillet formaron RockSkillet en 2012. En agosto de 2012, RockSkillet derrotó a Dante y Termina en un partido de dos de cada tres caídas para convertirte en Campeón Mundial de Parejas del wXw por primera vez, así como terminar con el reinado récord de Dante y End. En Fight Club 2012, RockSkillet derrotó a OI4K. RockSkillet derrotó a The Young Bucks en wXw Back To The Roots XII. En marzo de 2013, RockSkillet perdió el wXw World Tag Team Championship ante AUTsiders (Big van Walter y Robert Dreissker).

### Ring of Honor (2011, 2014-2021)
Gresham hizo su debut en Ring of Honor contra Kyle O'Reilly en 2011 en el Top Prospect Tournament.
En 2015, Gresham regresó a Ring of Honor en la gira Winter Warriors. En diciembre de 2015, derrotó a Cedric Alexander.
En 2017, se anunció que Ring of Honor había firmado un contrato con Gresham. En abril de 2017, Gresham se asoció con Chris Sabin donde derrotaron a Cheeseburger y Will Ferrara. Gresham junto con Jay White, Chris Sabin y Alex Shelley formaron Search and Destroy. El 24 de junio, Gresham derrotó a Flip Gordon. En Best in the World, Search and Destroy derrotó a Rebellion (Rhett Titus, Kenny King, Shane Taylor y Caprice Coleman) donde el equipo perdedor debe disolverse. Gresham participó del Honor Rumble en 2017. En el episodio del 9 de septiembre de 2017 de Ring Of Honor, Search and Destroy derrotó a Bullet Club. En Final Battle, Gresham derrotó a Josh Woods en un dark match previo al evento. Gresham luego perdió contra Jay Lethal en Honor Reigns Supreme y Chuckie T en Supercard of Honor XII.

### Impact Wrestling (2021-presente)
El 23 de diciembre de 2021, la ex TNA y ahora Impact Wrestling anunció que el actual Campeón Mundial de ROH, Jonathan Gresham, defendería su título recién ganado en Hard To Kill contra Chris Sabin, a quien se le debe una lucha por el Campeonato Mundial de ROH desde 2018. el evento, Gresham retuvo el título sobre Sabin y luego Steve Maclin dos semanas después.

## Vida personal
El aficionado de Gresham luchó hasta los 17 años. Algunas de las influencias de Gresham fueron Rey Mysterio, Hayabusa, Bam Bam Bigelow, Dean Malenko, Jushin Thunder Liger, Low Ki, The Hardy Boyz, Ikuto Hidaka y Alex Shelley, entre otros.
Gresham está comprometido con la luchadora de WWE, Jordynne Grace, desde 2018.

## Campeonatos y logros
- Combat Zone Wrestling
  - CZW World Heavyweight Championship (1 vez)
  - Best of the Best XV (2016)

- The Crash
  - Campeonato de Peso Crucero de The Crash (1 vez)

- Desastre Total Ultraviolento
  - DTU Alto Impacto Championship (1 vez)[45]

- International Wrestling Cartel
  - IWC Super Indy Championship (1 time)[46]
  - Super Indy 17 (2018)[47]

- N'Catch
  - Super N'Cup (2011)[48]

- National Wrestling Alliance
  - NWA Mid-America X Division Championship (1 vez)

- New South Pro Wrestling
  - NSPW Heavyweight Championship (1 vez)

- Powerbomb.tv
  - Independent Championship (1 vez)

- Progress Wrestling
  - Progress World Championship (1 vez)[49]

- Pro Wrestling ZERO1
  - International Junior Heavyweight Championship (1 time)
  - NWA World Junior Heavyweight Championship (1 time)
  - Zero1 USA Midwest X Division Championship/World Junior Heavyweight Championship (1 time)
  - Tenkaichi Jr. Tournament (2012)

- Pro Wrestling Alliance
  - PWA Heavyweight Championship (1 vez)[46]
  - PWA Iron Man Championship (1 vez)[46]

- Pure Xtremely Brutal Wrestling Entertainment
  - PXBWE Tag Team Championship (1 vez) – con Tim Donst[50]

- Ring of Honor
  - ROH World Championship (1 vez)
  - ROH Pure Championship (1 vez)
  - ROH World Tag Team Championship (1 vez) – con Jay Lethal
  - Triple Crown Championship (Sexto)
  - ROH Year-End Award (2 veces)
    - Tag Team of the Year (2020) con Jay Lethal[51]
    - Wrestler of the Year (2020)[52]

- Westside Xtreme Wrestling
  - wXw World Tag Team Championship (1 vez) – con Jay Skillet[46][53]

- WWA4 Wrestling School
  - WWA4 Heavyweight Championship (1 vez)[54]
  - WWA4 Internet Championship (1 vez)[55]
  - WWA4 Tag Team Championship (1 vez) – con Ric King[56][3]

- Pro Wrestling Illustrated
  - Situado en el Nº338 en los PWI 500 de 2017[57]
  - Situado en el Nº392 en los PWI 500 de 2018[58]
  - Situado en el Nº368 en los PWI 500 de 2019[59]
  - Situado en el Nº49 en los PWI 500 de 2020[60]
  - Situado en el Nº20 en los PWI 500 de 2021[61]
  - Situado en el Nº10 en los PWI 500 de 2022[62]